# Gosei 1985
Il Gosei 1985 è stata la decima edizione del torneo goistico giapponese Gosei. 

## Svolgimento
- W indica vittoria col bianco
- B indica vittoria col nero
- X indica la sconfitta
- +R indica che la partita si è conclusa per abbandono
- +N indica lo scarto dei punti a fine partita
- +F indica la vittoria per forfeit
- +T indica la vittoria per timeout
- +? indica una vittoria con scarto sconosciuto
- V indica una vittoria in cui non si conosce scarto e colore del giocatore

### Fase preliminare
La fase preliminare serve a determinare chi accede al torneo per la selezione dello sfidante. Consiste in un torneo preliminare, i cui vincitori sono qualificati al torneo per la determinazione dello sfidante.

### Determinazione dello sfidante
|  | Primo turno       | Primo turno |  |  | Secondo turno     | Secondo turno |                  |                 | Terzo turno | Terzo turno |  |  | Semifinale | Semifinale |  |  | Finale | Finale |
|  |                   |             |  |  |                   |               |                  |                 |             |             |  |  |            |            |  |  |        |        |
|  | Ryuzo Sakaguchi   |             |  |  |                   |               |                  |                 |             |             |  |  |            |            |  |  |        |        |
|  | Ō Rissei          | B+R         |  |  | Ō Rissei          |               |                  |                 |             |             |  |  |            |            |  |  |        |        |
|  | Kunio Oyama       |             |  |  | Cho Chikun        | B+1,5         |                  |                 |             |             |  |  |            |            |  |  |        |        |
|  | Cho Chikun        | B+R         |  |  |                   |               |                  | Cho Chikun      |             |             |  |  |            |            |  |  |        |        |
|  | Masaki Ogata      |             |  |  | Shoji Hashimoto   | B+R           |                  |                 |             |             |  |  |            |            |  |  |        |        |
|  | Hidehito Nakamura | W+R         |  |  | Hidehito Nakamura |               |                  |                 |             |             |  |  |            |            |  |  |        |        |
|  | Yasuaki Kuwata    |             |  |  | Shoji Hashimoto   | B+2,5         |                  |                 |             |             |  |  |            |            |  |  |        |        |
|  | Shoji Hashimoto   | B+R         |  |  |                   |               |                  | Shoji Hashimoto |             |             |  |  |            |            |  |  |        |        |
|  | Haruo Kamimura    |             |  |  | Rin Kaiho         | B+2,5         |                  |                 |             |             |  |  |            |            |  |  |        |        |
|  | Yasumasa Hane     | W+R         |  |  | Yasumasa Hane     |               |                  |                 |             |             |  |  |            |            |  |  |        |        |
|  | Kunihisa Honda    |             |  |  | Norimoto Yoda     | W+R           |                  |                 |             |             |  |  |            |            |  |  |        |        |
|  | Norimoto Yoda     | B+4,5       |  |  |                   |               | Norimoto Yoda    |                 |             |             |  |  |            |            |  |  |        |        |
|  | Akinobu Tozawa    |             |  |  | Rin Kaiho         | W+R           |                  |                 |             |             |  |  |            |            |  |  |        |        |
|  | Masaki Takemiya   | B+R         |  |  | Masaki Takemiya   |               |                  |                 |             |             |  |  |            |            |  |  |        |        |
|  | Yoshio Ishida     |             |  |  | Rin Kaiho         | B+1,5         |                  |                 |             |             |  |  |            |            |  |  |        |        |
|  | Rin Kaiho         | B+R         |  |  |                   |               |                  | Rin Kaiho       |             |             |  |  |            |            |  |  |        |        |
|  | Masao Kato        |             |  |  | Norio Kudo        | W+3,5         |                  |                 |             |             |  |  |            |            |  |  |        |        |
|  | Naoto Hikosaka    | B+0,5       |  |  | Naoto Hikosaka    |               |                  |                 |             |             |  |  |            |            |  |  |        |        |
|  | Toshio Kori       |             |  |  | Toshio Sekiyama   | B+R           |                  |                 |             |             |  |  |            |            |  |  |        |        |
|  | Toshio Sekiyama   | B+R         |  |  |                   |               | Toshio Sekiyama  |                 |             |             |  |  |            |            |  |  |        |        |
|  | Hideyuki Fujisawa |             |  |  | Satoru Kobayashi  | B+R           |                  |                 |             |             |  |  |            |            |  |  |        |        |
|  | Shuzo Ohira       | W+R         |  |  | Shuzo Ohira       |               |                  |                 |             |             |  |  |            |            |  |  |        |        |
|  | Utaro Hashimoto   |             |  |  | Satoru Kobayashi  | B+4,5         |                  |                 |             |             |  |  |            |            |  |  |        |        |
|  | Satoru Kobayashi  | B+R         |  |  |                   |               | Satoru Kobayashi |                 |             |             |  |  |            |            |  |  |        |        |
|  | Yukio Kuroda      |             |  |  | Norio Kudo        | B+2,5         |                  |                 |             |             |  |  |            |            |  |  |        |        |
|  | Satoshi Kataoka   | W+R         |  |  | Satoshi Kataoka   |               |                  |                 |             |             |  |  |            |            |  |  |        |        |
|  | Takaho Kojima     |             |  |  | Yutaka Shiraishi  | B+1,5         |                  |                 |             |             |  |  |            |            |  |  |        |        |
|  | Yutaka Shiraishi  | W+1,5       |  |  |                   |               | Yutaka Shiraishi |                 |             |             |  |  |            |            |  |  |        |        |
|  | Koichi Kobayashi  |             |  |  | Norio Kudo        | W+5,5         |                  |                 |             |             |  |  |            |            |  |  |        |        |
|  | Katsuaki Kubo     | B+R         |  |  | Katsuaki Kubo     |               |                  |                 |             |             |  |  |            |            |  |  |        |        |
|  | Shigeru Baba      |             |  |  | Norio Kudo        | B+R           |                  |                 |             |             |  |  |            |            |  |  |        |        |
|  | Norio Kudo        | W+R         |  |  |                   |               |                  |                 |             |             |  |  |            |            |  |  |        |        |

### Finale
La finale è una sfida al meglio delle cinque partite, il detentore Hideo Otake ha affrontato lo sfidante scelto tramite il processo di qualificazione.